# Долно Егри
Долно Егри (на македонска литературна норма: Долно Егри) е село в община Битоля на Северна Македония.

## География
Селото се намира в областта Пелагония, на 578 m надморска височина, на 17 km югоизточно от Битоля. Землището му е слято с това на Средно Егри.

## История
В 1607 година жителите на Долно Егри взимат едногодишен заем от вакъфа на Ахмед паша при месджида на шейх Хъзр Бали в Битоля в размер на 2000 акчета при лихва от 15% процента. Гаранти за парите са селяните, един за друг. В сиджил от 1620-1621 година е отбелязано, че 12 ханета (домакинства) в Долно Егри дължат военния данък нузул за османския поход срещу Полша.
В XIX век Долно Егри е село в Битолска кааза на Османската империя. В 1845 година руският славист Виктор Григорович минава през селото и описва Егри в „Очерк путешествия по Европейской Турции“ като българско село. Според статистиката на Васил Кънчов („Македония. Етнография и статистика“) от 1900 година Егри Долно има 240 жители, всички българи християни.
Селото е опожарено от войска по време на Илинденско-Преображенското въстание.
Цялото население на селото е под върховенството на Българската екзархия. По данни на секретаря на екзархията Димитър Мишев („La Macédoine et sa Population Chrétienne“) в 1905 година в Долно Егри има 176 българи екзархисти.
При избухването на Балканската война в 1912 година 2 души от Егри (Горно, Долно и Средно) са доброволци в Македоно-одринското опълчение.
В 1961 година селото има 230 жители. Вследствие на интензивно изселване към Битоля, околните села и чужбина, населението силно намалява. В 1981 година селото има 86 жители. По-късно е напълно разселено. Според преброяването от 2002 година селото е обезлюдено.
От селото оцелелява манастирската църква „Света Богородица“, изградена на речен остров северозападно от селото след Първата световна война на мястото на старо църквище. Гробищната църква „Света Петка“ изгаря при пожар заедно с камбанарията в 2013 година.

## Личности
Родени в Егри
- Божин Ильо от Егри, българин, православен, арестуван преди април 1904 година, обвинен, че „с цел да върши бунтовничество, дръзнал да събира помощ за комитета чрез закани и натиск върху селското население“, затворен с решение на Централния следствен отдел, лежал в Битолския затвор, амнистиран с общата амнистия от 12 април 1904 година[12]
- Лазар Алекса от Егри, българин, православен, арестуван преди април 1904 година, обвинен, че „с цел да върши бунтовничество, дръзнал да събира помощ за комитета чрез закани и натиск върху селското население“,[12] затворен с решение на Централния следствен отдел, лежал в Битолския затвор, амнистиран с общата амнистия от 12 април 1904 година[13]
- Никола Егрийски (1853 – 1904), български хайдутин и революционер
- Петре Лазаров, доброволец в четата на Иван Атанасов – Инджето през Сръбско-българската война в 1885 година, от Егри[14]
- Ристе Коте от Егри, българин, православен, арестуван преди април 1904 година, обвинен, че „с цел да върши бунтовничество, дръзнал да събира помощ за комитета чрез закани и натиск върху селското население“, затворен с решение на Централния следствен отдел, лежал в Битолския затвор, амнистиран с общата амнистия от 12 април 1904 година[13]
- Стоян Ристевски (1914-1944), югославски партизанин и деец на НОВМ

Починали в Егри
- Драгия Х. Делев, български военен деец, старши подофицер, загинал през Първата световна война[15]